# Humphreys Monoplane No. 3
Humphreys Monoplane No. 3 – samolot zaprojektowany i zbudowany przez brytyjskiego pioniera awiacji Jacka Humphreysa w latach 1910-1911. Po wcześniejszych Humphreys Biplane, Monoplane No. 1 i Monoplane No. 2 był to czwarty i ostatni samolot zaprojektowany i zbudowany przez niego.

## Tło historyczne
Jack Edmund Humphreys, z racji wyuczonego zawodu znany także jako „Szalony Dentysta”, projektował i budował samoloty od 1908 roku. Jego pierwszą konstrukcją była nieudana łódź latająca znana jako Wivenhoe Flyer, w kolejnych latach zaprojektował i zbudował jeszcze samoloty Humphreys Monoplane No. 1 (1909) i Humphreys Monoplane No. 2 (1909).
Ostatnim samolotem zaprojektowanym i zbudowanym przez Humphreysa była maszyna, która została ukończona w 1911 roku. Samolot został najprawdopodobniej zbudowany w Wivenhoe, gdzie powstały wcześniejsze samoloty Humphreysa, a w późniejszym czasie został przewieziony na aerodrom w Brooklands, gdzie wykonał przynajmniej kilka lotów (pierwszy z nich odbył się 30 sierpnia 1911 roku). W ówczesnej prasie samolot został opisany jako „nowa maszyna”, ale nie jest wykluczone, że samolot powstał po przebudowaniu jego poprzednika.

## Opis konstrukcji
Humphreys Monoplane No. 3 był jednosilnikowym jednopłatowcem z silnikiem w konfiguracji ciągnącej i skrzydłem w konfiguracji górnopłatu. Nie zachowały się prawie żadne dane techniczne i osiągi samolotu, w ówczesnej notce prasowej został on określony mianem „Blériot type” („zbliżony do Blériota” – zapewne w odniesieniu do słynnego samolotu Blériot XI), a jego podwozie było „Antoinette type” („typu Antoinette” – dwa koła z amortyzowaną płozą pomiędzy nimi wysuniętą aż przed dziób samolotu, np. jak w samolocie Antoinette VII).
Napęd samolotu stanowił 60-konny silnik Green D.4.

## Historia
Pierwsza pewna informacja o samolocie pochodzi z 4 lutego 1911 roku, kiedy samolot został ochrzczony „Mary” na cześć królowej Marii przez panią Assheton-Harbord. Przez maj i czerwiec 1911 roku Jack Humphreys pobierał lekcje latania w szkółce Hanriota w Brooklands. W maju Humphreys miał już trzy lekcje na swoim koncie, a w czerwcu napisano, że wykazuje on „znaczne postępy”, ale 7 czerwca 1911 roku Humphreys uszkodził Hanriota, na którym brał lekcje. W tym czasie Humphreys pracował nad swoim samolotem.
30 sierpnia 1911 roku Humphreys po raz pierwszy wzbił się w powietrze jego samolotem, ale na wysokości około trzech metrów nad ziemią został podrzucony podmuchem wiatru i samolot uderzył w ziemię.
Po wymaganych naprawach, następny lot samolotu odbył się dopiero 12 grudnia. W tym czasie samolot miał już zmienione podwozie opisywane jako „Farman type” („typu Farmana” – zapewne z dwoma podwójnymi kołami podwozia głównego z niewielką płozą pomiędzy kołami jak na przykład w samolocie Farman III). Pierwszy lot naprawionym samolotem odbył Gordon Bell. Ku zdziwieniu samego pilota i licznych obserwatorów samolot oderwał się od ziemi już przy próbie kołowania z silnikiem operującym zaledwie z połową mocy. W następnych próbach lotu w tym samym dniu do samolotu wsiadło do trzech pasażerów i pomimo tego dodatkowego obciążenia samolot nie miał żadnych problemów ze startem i utrzymaniem się w powietrzu.
W styczniu 1912 roku w samolocie zainstalowano nowe śmigło, w czasie jego prób 16 stycznia doszło do poważnego wypadku, kiedy śmigło uderzyło mechanika pracującego przy samolocie łamiąc mu rękę i nogę. Pod koniec stycznia i w lutym zanotowano, że samolot odbył następne loty, za jego sterami zasiadał pilot o nazwisku Hunt.
12 maja w czasie kołowania samolotu, za którego sterami zasiadał Humphreys, doszło do wypadku, w którym uderzył on w maszynę Hewlett & Blondeau całkowicie ją niszcząc.
Po tym wypadku Humphreys wycofał się z latania po krytycznym artykule na temat jego osoby i jego umiejętności jako pilota, który ukazał się w branżowym czasopiśmie „The Aeroplane”. Zaprzestawszy eksperymentów z lotnictwem powrócił do swojego wyuczonego zawodu praktykując stomatologię w gabinecie dentystycznym przy Harley Street w Londynie.
Dalsze losy samolotu nie są znane.